# Observatorio de Rayos Gamma HAWC
El observatorio de rayos gamma HAWC (acrónimo de High Altitude Water Cherenkov), es un laboratorio dedicado a observar el universo en las más altas energías, entre 100 GeV y 100 TeV . Opera de manera continua, y gracias a su amplio campo de visión (más del 15% del cielo), el observatorio puede ver dos terceras partes del cielo durante cada ciclo de 24 horas.

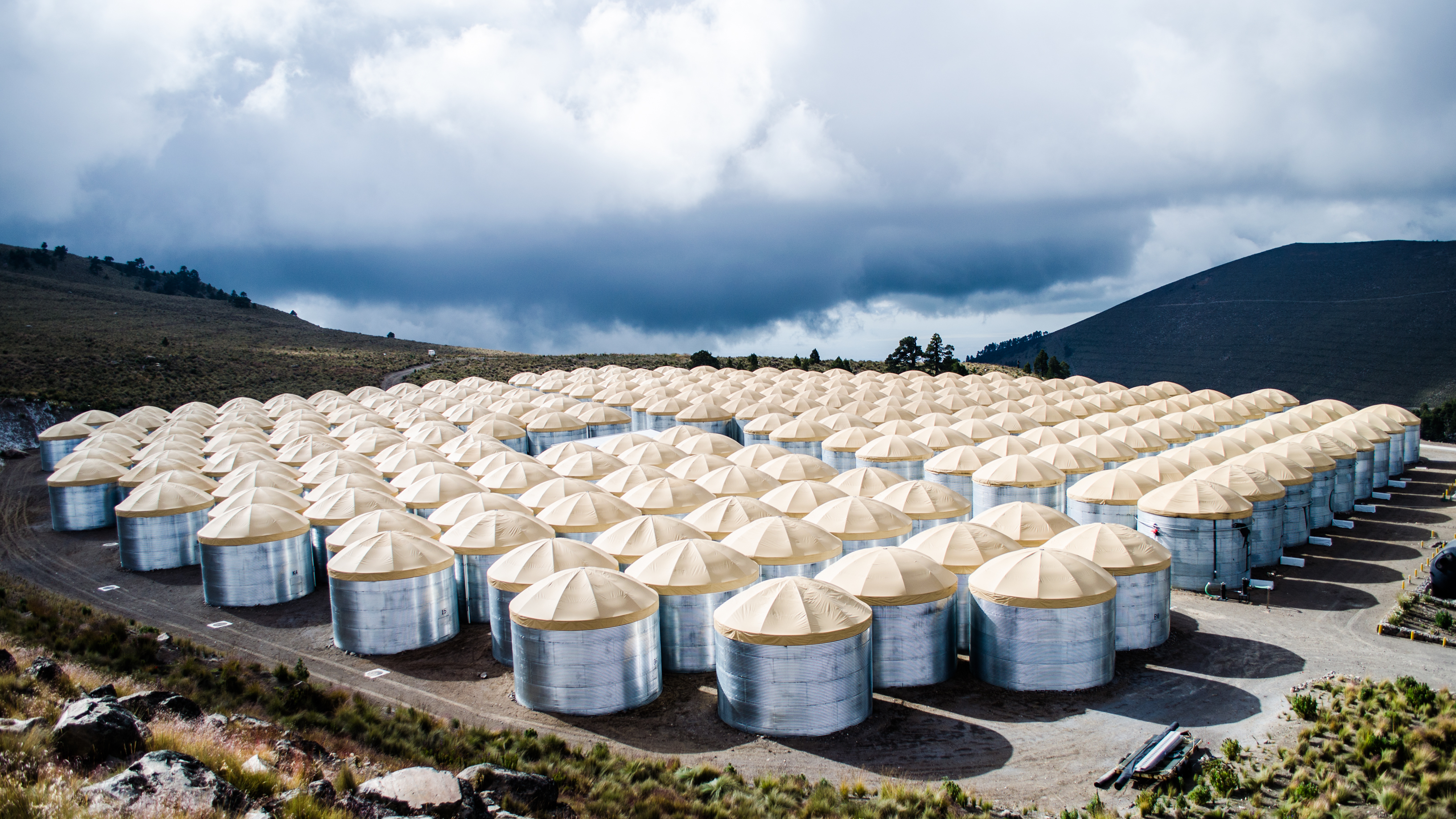
El Observatorio HAWC, compuesto de 300 detectores de agua Cherenkov.

HAWC está construido en el flanco norte del volcán Sierra Negra, en el estado de Puebla, México, a una altitud de aproximadamente 4 100 metros sobre el nivel del mar (Coord 18°59′41″N 97°18′30.6″O / 18.99472, -97.308500) y a un kilómetro al norte del Gran Telescopio Milimétrico Alfonso Serrano (GTM). 
HAWC fue diseñado para detectar rayos gamma de origen cósmico a través de la medición de cascadas atmosféricas. Estas cascadas se originan cuando un rayo gamma o un rayo cósmico de alta energía (también llamado primario) choca con algún átomo en la parte superior de la atmósfera terrestre. Esta colisión inicial produce una reacción en cadena que se observa como una cascada de partículas viajando a velocidades cercanas a la de la luz. Es el frente de esta cascada de partículas lo que HAWC mide con precisión.
HAWC es el sucesor del observatorio de rayos gamma Milagro, que se encontraba instalado en Nuevo México en Estados Unidos. Gracias a su ubicación a mayor altitud, su mayor número de detectores, y sus métodos mejorados para la separación entre hadrones y rayos gamma, HAWC es por lo menos 10 veces más sensible que Milagro . Es debido a este incremento en sensibilidad que HAWC podrá ser capaz de descubrir nuevas fuentes de rayos gamma con energías de TeV y nuevos fenómenos físicos en este rango de energías.

## El Observatorio
HAWC está compuesto por 300 detectores de luz de Cherenkov en agua. Cada detector consta de un tanque de 7 metros de diámetro y 5 metros de alto hecho de acero y con una bolsa en su interior que contiene 180 000 litros de agua ultrapura. Dentro de esta bolsa de agua y anclados al suelo, hay cuatro tubos fotomultiplicadores, que son detectores muy sensibles a la luz capaces de observar el tenue destello Cherenkov que emiten las partículas que componen las cascadas atmosféricas a su paso por el agua.

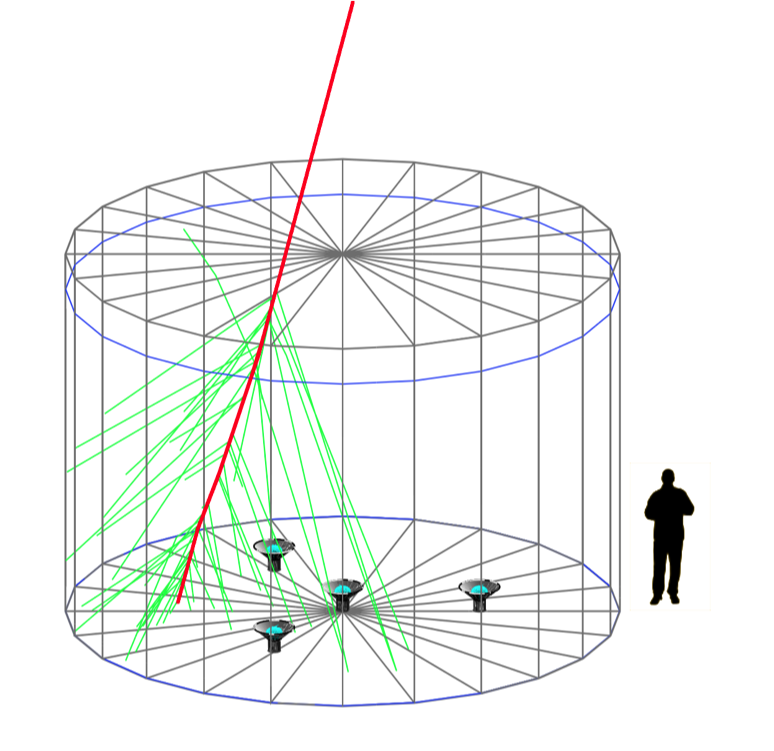
Diagrama de un tanque detector de HAWC. La línea roja muestra la trayectoria de una partícula cargada que atraviesa un tanque. A lo largo de esta trayectoria la partícula induce la emisión de luz de Cherenkov, que se muestra con líneas verdes. Es esta luz la que es detectada por los fotomultiplicadores ubicados al fondo de cada tanque.

El equipo electrónico de HAWC mide el tiempo y la cantidad de luz detectada en cada uno de los 1200 tubos fotomultiplicadores, y es tan sensible que con esta información es capaz de reconstruir la dirección de propagación y la energía de cada cascada atmosférica que es detectada. Además sobre la base de esta información es posible distinguir si la cascada fue iniciada por un rayo gamma o por un rayo cósmico. Es a través de los datos obtenidos por HAWC que los científicos que participan en el observatorio son capaces de inferir el lugar en el Universo en que los rayos gamma se originaron.
Los destellos de rayos gamma de alta energía son comúnmente el resultado de explosiones de supernovas o colisiones de estrellas. El detectar y poder caracterizar estos fenómenos tiene una gran importancia en el entendimiento de este tipo de eventos astrofísicos.

## El desarrollo de HAWC
El diseño y las pruebas de la tecnología necesaria para construir al observatorio HAWC requirieron de un esfuerzo y tiempo considerable por parte de los colaboradores de HAWC. Desde que se realizaron las primeras mediciones con prototipos hasta el inicio las operaciones con el observatorio completo pasaron más de cinco años. El desarrollo de HAWC puede describirse de manera breve de la siguiente manera:
- El primer prototipo de HAWC (proto HAWC) consistió en tres detectores de agua Cherenkov. Se realizaron pruebas en 2009.
- El segundo prototipo de HAWC, llamado VAMOS, consistió en seis tanques de agua Cherenkov. Se realizaron pruebas con este prototipo entre octubre de 2011 y mayo de 2012.
- La toma de datos con los primeros 30 tanques del observatorio (HAWC-30), ya con el diseño final de los tanques, inició en noviembre de 2012.
- La toma de datos con 100 tanques del observatorio (HAWC-100), inició el 1 de agosto de 2013.
- La operación con el observatorio HAWC completo, con 300 tanques, inició en marzo del 2015, cuando HAWC fue inaugurado oficialmente.

## Primeros resultados científicos
Aunque la construcción del observatorio concluyó a principios de 2015, este produjo sus primeros resultados científicos utilizando únicamente un 10% del observatorio, los cuales fueron presentados en la reunión de la Sociedad Americana de Física (APS por sus siglas en inglés). Los resultados atrajeron la atención de las noticias de la BBC, donde prepararon un artículo sobre HAWC que describe como el observatorio realizó la medición de la "sombra de la Luna". En este caso la Luna actúa como un filtro para los rayos cósmicos que entran en la atmósfera produciendo un déficit en la dirección que es bloqueada por la Luna.

## Instituciones participantes
HAWC fue construido y es operado por una colaboración de instituciones principalmente mexicanas y estadounidenses, a las que recientemente se han sumado algunas europeas:
Instituciones mexicanas
- Benemérita Universidad Autónoma de Puebla (BUAP)
- Centro de Investigación en Computación  (CIC-IPN)
- Centro de Investigación y de Estudios Avanzados (CINVESTAV)
- Instituto Nacional de Astrofísica, Óptica y Electrónica (INAOE)
- Universidad Autónoma de Chiapas (UNACH)
- Universidad Autónoma del Estado de Hidalgo (UAEH)
- Universidad de Guadalajara (UdG)
- Universidad de Guanajuato (DCI-UDG)
- Universidad Michoacana de San Nicolás de Hidalgo (UMSNH)
- Instituto de Astronomía (IA-UNAM)
- Instituto de Física (IF-UNAM)
- Instituto de Ciencias Nucleares (ICN-UNAM)
- Instituto de Geofísica (Igeof-UNAM)
- Universidad Politécnica de Pachuca (UPP)

Instituciones en los Estados Unidos
- Universidad Estatal de Colorado
- Universidad George Mason
- Instituto Tecnológico de Georgia
- Laboratorio Nacional de Los Álamos
- Universidad Estatal de Míchigan
- Universidad Tecnológica de Míchigan
- Centro Espacial Goddard de la NASA
- Universidad Estatal de Ohio en Lima
- Universidad Estatal de Pensilvania
- Universidad de California en Irvine]
- Universidad de California en Santa Cruz
- Universidad de Maryland
- Universidad de New Hampshire
- Universidad de Nuevo México
- Universidad de Rochester
- Universidad de Utah
- Universidad de Wisconsin-Madison

Instituciones europeas
- IFJ-PAN, Krakow, Poland
- Max-Planck-Institut für Kernphysik de Alemania

## Financiamiento de HAWC
La construcción y operación de HAWC es financiada de manera conjunta por el CONACyT de México, y por la NSF, DOE y el programa LDRD del Laboratorio Nacional de los Álamos de los Estados Unidos.
Otras fuentes significativas de financiamiento son:
- Red de Física de Altas Energías, México
- DGAPA-UNAM, México, proyectos IN105211, IN112910, IN121309, IN115409 e IA102715
- VIEP-BUAP, México, proyecto 161-EXC-2011
- El Instituto Nacional de Astrofísica, Óptica y Electrónica (INAOE)
- University of Wisconsin Alumni Research Foundation, USA
- The Institute of Geophysics, Planetary Physics, and Signatures (IGPPS) at Los Alamos National Laboratory (LANL), USA
- The University of Maryland, USA

## Otras páginas de interés
- Radiación Cherenkov
- Experimento Milagro (en inglés)
- Experimento VERITAS (en inglés)
- Telescopio Fermi
- Telescopio MAGIC
- Telescopio HESS (en inglés)
- Gran Telescopio Milimétrico Alfonso Serrano GTM
- Observatorio CTA